# گورستان تماجان الف
گورستان تماجان الف مربوط به دوران پیش از تاریخ ایران باستان است و در شهرستان املش، بخش رانکوه، روستای تماجان واقع شده و این اثر در تاریخ ۱ مهر ۱۳۸۲ با شمارهٔ ثبت ۱۰۴۴۲ به‌عنوان یکی از آثار ملی ایران به ثبت رسیده است.